# Charles Désiré Claude Maillot
Pour les articles homonymes, voir Maillot.
Charles Désiré Claude Maillot, né le 7 octobre 1819 à Paris où il est mort le 16 octobre 1886, est un peintre français.

## Biographie
Charles Désiré Claude Maillot est le fils de Nicolas Sébastien Maillot, capitaine adjudant major et peintre, et d'Émilie Carlier. Son frère Théodore Maillot est également artiste peintre.
Élève de Léon Cogniet, il expose au Salon de 1844 à 1877.  
En 1845, il épouse Laurence Audiquet. 
Il meurt à son domicile de la rue Blomet, à l'âge de 67 ans.

## Distinctions
- Chevalier de la Légion d'honneur (1872)